# Формула-1 — Гран-прі Австралії 2007
Гран-прі Австралії 2007 року — перший етап чемпіонату світу з автоперегонів у класі Формула-1, було проведено з 16 по 18 березня 2007 року на трасі Альберт-Парк у Мельбурні (Австралія). Перемогу на цих перегонах святкував фін Кімі Ряйкконен з команди «Феррарі», який вперше виступав за цю команду. Ряйкконен повністю домінував протягом вікенду і став володарем хет-трику: виграв перегони, здобув поул-позишн та виграв спір серед пілотів за найшвидше коло.  

## Перед гран-прі
Для багатьох пілотів це гран-прі було у чомусь дебютним і знаковим: чемпіон Алонсо вперше виступав за нову для нього команду «Макларен», у якій також дебютував і новачок Формули-1 Льюїс Хемілтон, Ряйкконен, у свою чергу, дебютував за «Феррарі». Для журналістів та вболівальників також було цікаво, як виступить команда «Рено», яка залишилась без свого чемпіона і на передсезонних тестах поступалась «Феррарі» та «Макларену». Дебютантами «Королеви автоспорту» стали також фін Хейкі Ковалайнен на «Рено» та німець Адріан Сутіл на «Спайкері».

## Вільна практика

### Перша сесія
Хмарно. Волога траса. Температура повітря +23°С, траси +27°С
Уночі в Мельбурні пройшов дощ, траси не встигла підсохнути, тому боліди були у дощовій гумі. Сесію виграв Алонсо, який показав найкращий час на останньому колі, коли траса значно підсохла. Другий результат показав Масса, третій — тест-пілот команди Заубер-БМВ Себастьян Феттель, а четветий — Дебютант Хемілтон.
Кімі Ряйкконен був покараний стюардами за перевищення швидкості на піт-лейн на 200 Євро.

### Друга сесія
Хмарно. Температура повітря +21°С, траси +29°С
Сесія проходила на значно сухішій трасі, а тому гонщики спробували різні комплекти «сухої» гуми. Протягом сесії домінував Феліпе Масса, який і показав найшвидший час. Другим став Ряйкконен, а третім — Хемілтон. Алонсо показав тільки 7 -й час. Під час сесії зазнав аварії болід Рубенса Барікелло: через поломку паливного насосу Хейкі Ковалайнен різко скинув швидкість у третьому повороті, Рубенсу довелося відразу повертати ліворуч, але він не втримав машину і вона вдарилася у захисний бар'єр.

### Суботня сесія
Хмарно. Температура повітря +21°С, траси +30°С
За годину до початку сесії пройшов короткий дощ, але траса підсохла до початку сесії. Та перший болід на трасу виїхав тільки після 20 хвилин з початку сесії. Найкращий час на останній хвилині сесії показав Ряйкконен, за ним розташувалися: Фізікелла, Хемілтон, а четвертим несподівано став Ентоні Девідсон на «Супер Агурі».

## Кваліфікація
Сонячно. Сухо. Температура повітря +22°С, траси +41°С
Кваліфікацію виграв Кімі Ряйкконен, який на чотири десятих випередив Фернандо Алонсо. Третє місце посів пілот команди «Заубер-БМВ» Нік Хайдфельд. Пілоти японської команди «Супер Агурі» після непоганого виступу на вільній практиці показали пристойний результат і у кваліфікації: Сато посів десяте місце, а Девідсон — одиннадцяте. Сато став першим пілотом, який, виступаючи за «Супер Агурі», зміг пройти у третє коло кваліфікації. 
Другий пілот «Феррарі», Феліпе Масса, не зміг скласти гідну конкуренцію лідерам через відмову коробки передач і опинився лише на шістнадцятій позиції. Але вже перед стартом гран-прі механіки замінили двигун на боліді Масси, тому останній повинен був стартувати з останньої позиції.

## Перегони
Сонячно. Сухо. Температура повітря +22°С, траси +41°С 
Старт Ряйкконену вдався, він утримав лідерство, Алонсо ж навпаки — старт провалив і пропустив відразу двох гонщиків: Ніка Хайдфельда і Льюїса Хемілтона. Більше ніяких перестановок серед лідерів на початку перегонів не відбулося. А в цей час Феліпе Масса, що стартував з останньої лінії стартового поля, обігнав цілий ряд пілотів.
На 15-му колі першим на піт-стоп заїхав Нік Хайдфельд, що йшов другим, але повернувся у пелотон він вже на сьому позицію. Ряйкконен заїхав у бокси на 18-му колі, пропустивши у лідери дебютанта Формули-1 Льюїса Хемілтона. Першим з пілотів «Макларену» на піт-стоп поїхав Алонсо (на 22-му колі), через коло за ним послідував і Хемілтон. Молодий британець захистив свою позицію і не пропустив поперед себе Алонсо. Разом з тим обидва пілоти «Макларену» завдяки пізнішому піт-стопу змогли обігнати Хайдфельда.   
У цей час Ряйкконен продовжував нарощувати свій відрив і на середину перегонів збільшив його до 17 секунд. Роберт Кубіца зміг обігнати свого напарника по команді, але на 37-му колі його болід уповільнився і вести подальшу боротьбу він не зміг. Завдяки помилці іншого дебютанта, Хейкі Ковалайнена, Масса зміг потрапити на восьме місце.
На 42-му колі свій другий піт-стоп здійснив лідер перегонів Ряйкконен. На наступному колі до боксів заїхав Хемілтон, Алонсо ж залишився ще на два кола у пелотоні, що дозволило йому у підсумку випередити свого напарника. Але нав'язати боротьбу лідеру іспанець так і не зміг.

## Цікаві факти
- Льюїс Хемілтон став першим гонщиком-дебютантом, який фінішував на подіумі на своєму першому гран-прі, після Жака Вільнева, який зробив це у сезоні 1996 року.
- Перед стартом у Кімі Ряйкконена зламалось радіо і він всі перегони провів без зв'язку, але це не завадило йому виграти гран-прі.[7]

## Класифікація

### Кваліфікація
|    | Пілот               | Команда            | 1 частина | 2 частина | 3 частина |
| -- | ------------------- | ------------------ | --------- | --------- | --------- |
| 1  | Кімі Ряйкконен      | Феррарі            | 1:26.644  | 1:25.644  | 1:26.072  |
| 2  | Фернандо Алонсо     | Макларен-Мерседес  | 1:26.697  | 1:25.326  | 1:26.493  |
| 3  | Нік Хайдфельд       | Заубер-БМВ         | 1:26.895  | 1:25.358  | 1:26.556  |
| 4  | Льюїс Хемілтон      | Макларен-Мерседес  | 1:26.674  | 1:25.577  | 1:26.755  |
| 5  | Роберт Кубіца       | Заубер-БМВ         | 1:26.696  | 1:25.882  | 1:27.347  |
| 6  | Джанкарло Фізікелла | Рено               | 1:27.270  | 1:25.944  | 1:27.634  |
| 7  | Марк Веббер         | Ред Булл-Рено      | 1:26.978  | 1:26.623  | 1:27.934  |
| 8  | Ярно Труллі         | Тойота             | 1:27.014  | 1:26.688  | 1:28.404  |
| 9  | Ральф Шумахер       | Тойота             | 1:27.328  | 1:26.739  | 1:28.692  |
| 10 | Такума Сато         | Супер Агурі-Хонда  | 1:27.365  | 1:26.758  | 1:28.871  |
| 11 | Ентоні Девідсон     | Супер Агурі-Хонда  | 1:26.986  | 1:26.909  |           |
| 12 | Ніко Росберг        | Вільямс-Тойота     | 1:27.596  | 1:26.914  |           |
| 13 | Хейкі Ковалайнен    | Рено               | 1:27.529  | 1:26.964  |           |
| 14 | Дженсон Баттон      | Хонда              | 1:27.540  | 1:27.264  |           |
| 15 | Александр Вюрц      | Вільямс-Тойота     | 1:27.479  | 1:27.393  |           |
| 16 | Феліпе Масса        | Феррарі            | 1:26.712  | без часу  |           |
| 17 | Рубенс Барікелло    | Хонда              | 1:27.679  |           |           |
| 18 | Скотт Спід          | Торо Россо-Феррарі | 1:28.305  |           |           |
| 19 | Девід Култхард      | Ред Булл-Рено      | 1:28.579  |           |           |
| 20 | Вітантоніо Ліуцці   | Торо Россо-Феррарі | 1:29.267  |           |           |
| 21 | Адріан Сутіл        | Спайкер-Феррарі    | 1:29.339  |           |           |
| 22 | Крістіан Альберс    | Спайкер-Феррарі    | 1:31.932  |           |           |

### Перегони
|      | Пілот               | Команда            | Кіл | Час             | Старт | Очок |
| ---- | ------------------- | ------------------ | --- | --------------- | ----- | ---- |
| 1    | Кімі Ряйкконен      | Феррарі            | 58  | 1:25:28.770     | 1     | 10   |
| 2    | Фернандо Алонсо     | Макларен-Мерседес  | 58  | +7.2            | 2     | 8    |
| 3    | Льюїс Хемілтон      | Макларен-Мерседес  | 58  | +18.5           | 4     | 6    |
| 4    | Нік Хайдфельд       | Заубер-БМВ         | 58  | +38.7           | 3     | 5    |
| 5    | Джанкарло Фізікелла | Рено               | 58  | +66.4           | 6     | 4    |
| 6    | Феліпе Масса        | Феррарі            | 58  | +66.8           | 22    | 3    |
| 7    | Ніко Росберг        | Вільямс-Тойота     | 57  | +1 коло         | 12    | 2    |
| 8    | Ральф Шумахер       | Тойота             | 57  | +1 коло         | 9     | 1    |
| 9    | Ярно Труллі         | Тойота             | 57  | +1 коло         | 8     |      |
| 10   | Хейкі Ковалайнен    | Рено               | 57  | +1 коло         | 13    |      |
| 11   | Рубенс Барікелло    | Хонда              | 57  | +1 коло         | 16    |      |
| 12   | Такума Сато         | Супер Агурі-Хонда  | 57  | +1 коло         | 10    |      |
| 13   | Марк Веббер         | Ред Булл-Рено      | 57  | +1 коло         | 7     |      |
| 14   | Вітантоніо Ліуцці   | Торо Россо-Феррарі | 57  | +1 коло         | 19    |      |
| 15   | Дженсон Баттон      | Хонда              | 57  | +1 коло         | 14    |      |
| 16   | Ентоні Девідсон     | Супер Агурі-Хонда  | 56  | +2 кола         | 11    |      |
| 17   | Адріан Сутіл        | Спайкер-Феррарі    | 56  | +2 кола         | 20    |      |
| схід | Александр Вюрц      | Вільямс-Тойота     | 48  | зіткнення       | 15    |      |
| схід | Девід Култхард      | Ред Булл-Рено      | 48  | зіткнення       | 18    |      |
| схід | Роберт Кубіца       | Заубер-БМВ         | 36  | коробка передач | 5     |      |
| схід | Скотт Спід          | Торо Россо-Феррарі | 28  | прокол          | 17    |      |
| схід | Крістіан Альберс    | Спайкер-Феррарі    | 10  | зіткнення       | 21    |      |

Найшвидше коло: Кімі Ряйкконен — 1:25.235
Кола лідирування: Кімі Ряйкконен — 52 (1-18, 23-42, 45-58); Льюїс Хемілтон — 4 (19-22); Фернандо Алонсо — 2 (42-43).